# Sarah Murphy
Sarah Schermerhorn Murphy (23 de noviembre de 1988) es una deportista estadounidense que compite en voleibol, en la modalidad de playa. En los Juegos Panamericanos de 2023 obtuvo una medalla de bronce en el torneo femenino.

## Palmarés internacional
| Juegos Panamericanos | Juegos Panamericanos | Juegos Panamericanos | Juegos Panamericanos |
| Año                  | Lugar                | Medalla              | Pareja               |
| -------------------- | -------------------- | -------------------- | -------------------- |
| 2023                 | Santiago (Chile)     | Medalla de bronce    | Corinne Quiggle      |